# Ponte all'Indiano
Le  Ponte all'Indiano (ou Ponte dell'Indiano ou Viadotto) est un des ponts de Florence sur l'Arno, le plus récent et en aval du centre historique de Florence.
Il réunit les quartiers de Peretola et de l'Isolotto supportant une voie rapide sur l'Arno après la confluence du torrent  Mugnone. À l'angle formé par les deux cours d'eau se trouve le  mausoleo dell'Indiano, nom du jardin extrême du parc des Cascine.

## Histoire
Il fut réalisé entre 1972 et 1978, sur le projet de l'ingénieur Fabrizio de Miranda avec les architectes Adriano Montemagni et Paolo Sica.
Sa structure est unique au monde, avec une travée de 206 mètres, un tablier en tôle d'acier supporté par deux piliers à section trapézoïdale  pour contrer les vents latéraux.

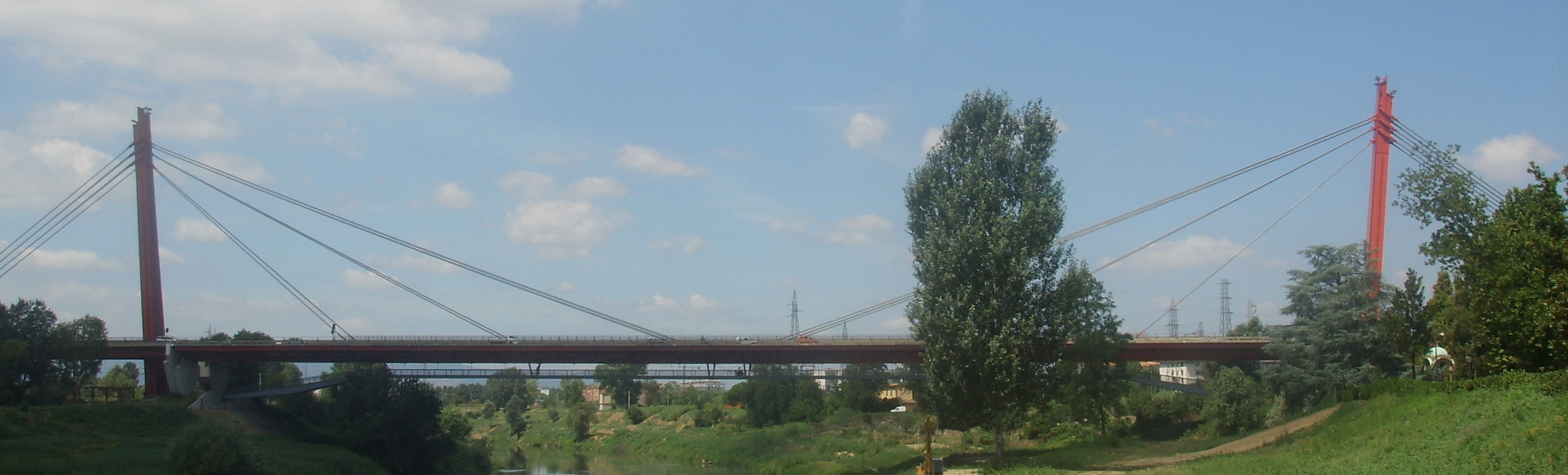

Le projet avait l'originalité de prévoir un passage piétonnier sous le tablier (non prévu dans le concours) et pour les caractéristiques structurelles de l'œuvre, Fabrizio de Miranda a reçu à Helsinki en 1978 le prix européen CECM (Convention Européenne de la Construction Métallique). En effet il est le premier pont d'une telle portée, autoporteur (à haubans) réalisé au monde et le plus grand  construit en Italie au XXe siècle.

## Origine du nom
Un monument proche, sorte de cénotaphe, du sculpteur anglais Fuller, commémore le sort du maharadjah de Kolhapur Rajaram Chuttraputti, qui mourut à Florence le 30 novembre 1870 à l'âge de vingt et un ans, alors qu'il se trouvait dans le Grand Hôtel de la Place Ognissanti, de passage pendant un voyage qui, de Londres, devait le ramener dans sa patrie. Une dédicace complète sur le socle l'explique :

« MONUMENTO ALLA MEMORIA DEL PRINCIPE

INDIANO RAJARAM CHUTTRAPUTTI,

MAHARAJAH DI KOLHAPUR, MORTO A

VENTUN'ANNO IN FIRENZE IL XXX GIORNO

DI NOVEMBRE MDCCCLXX, QUANDO

DALL'INGHILTERRA TORNAVA ALLA PATRIA »

— CHARLES MANT, CAPTAIN R.E. ARCHITECT.

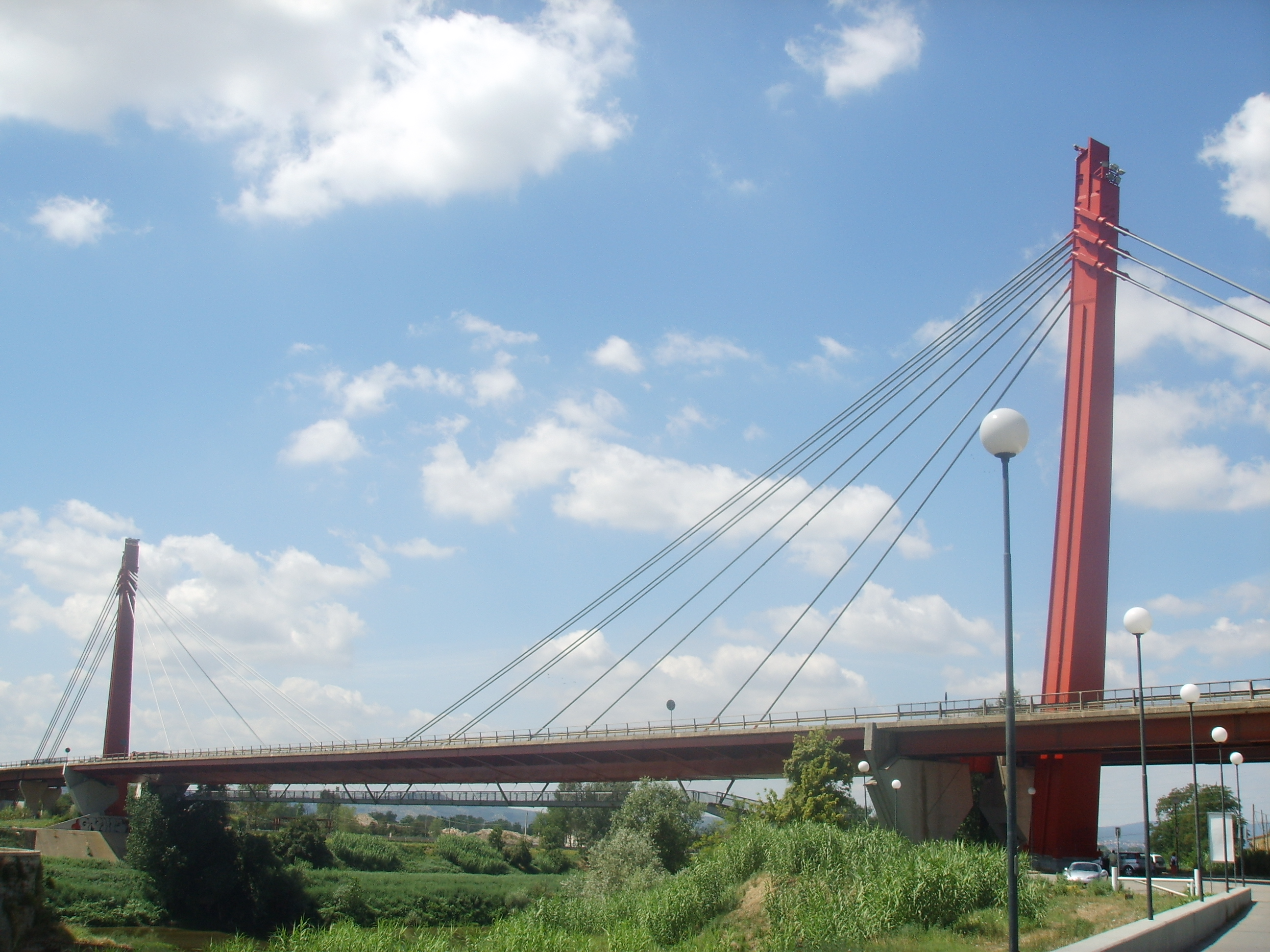
Vue de côté
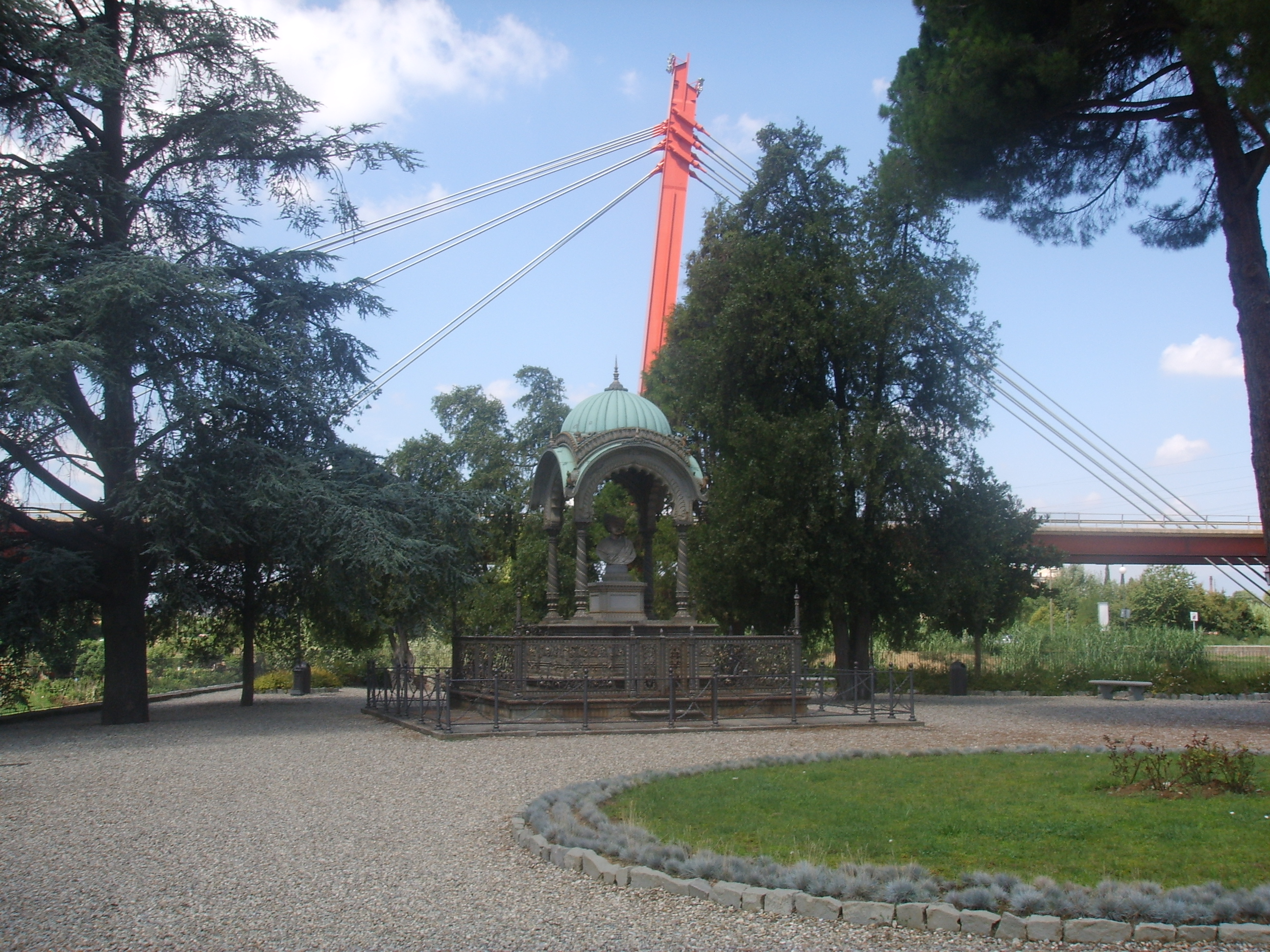
Vue du pont et du monument au  maharadjah indien
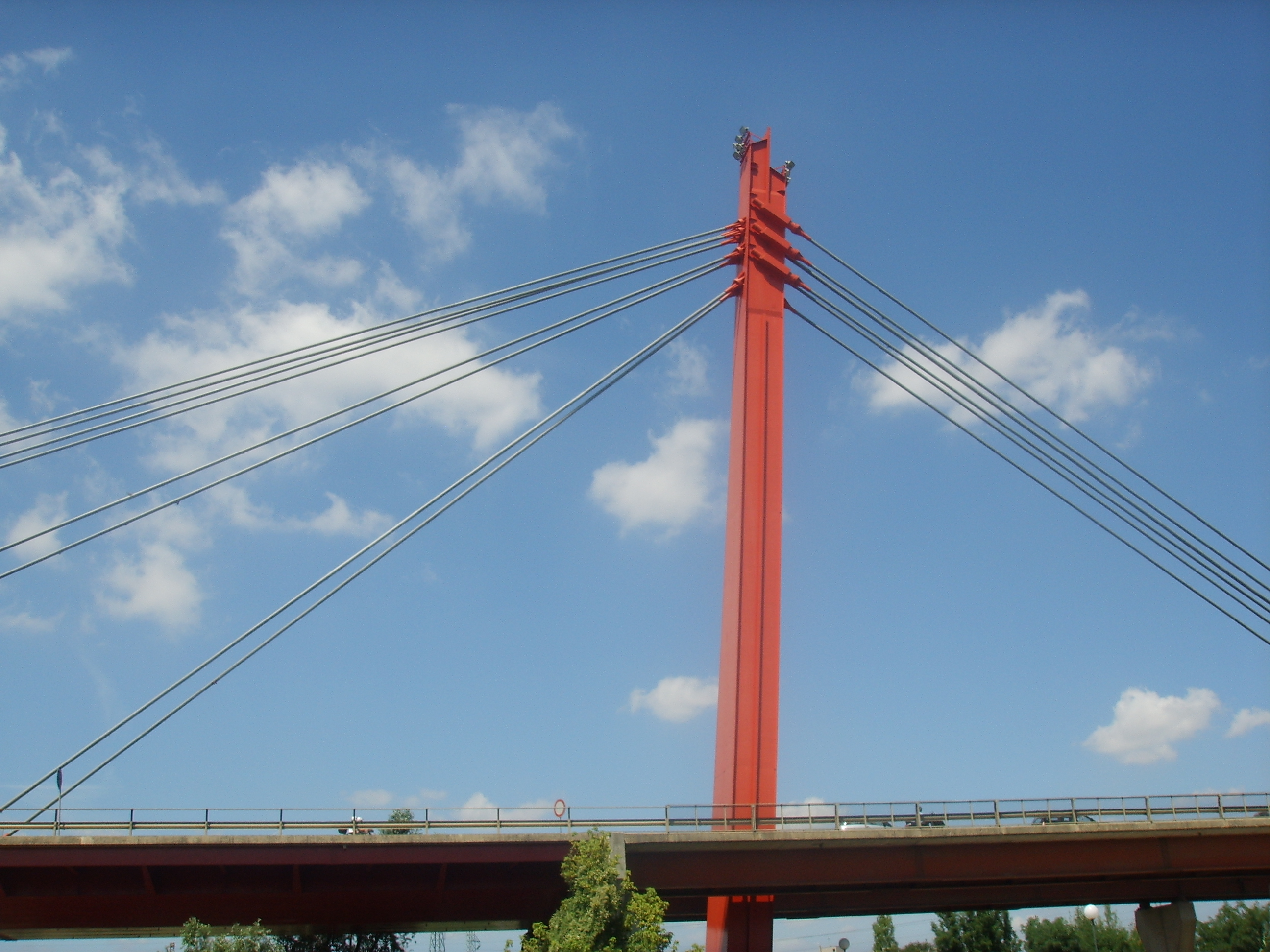
Détail d'un pilier
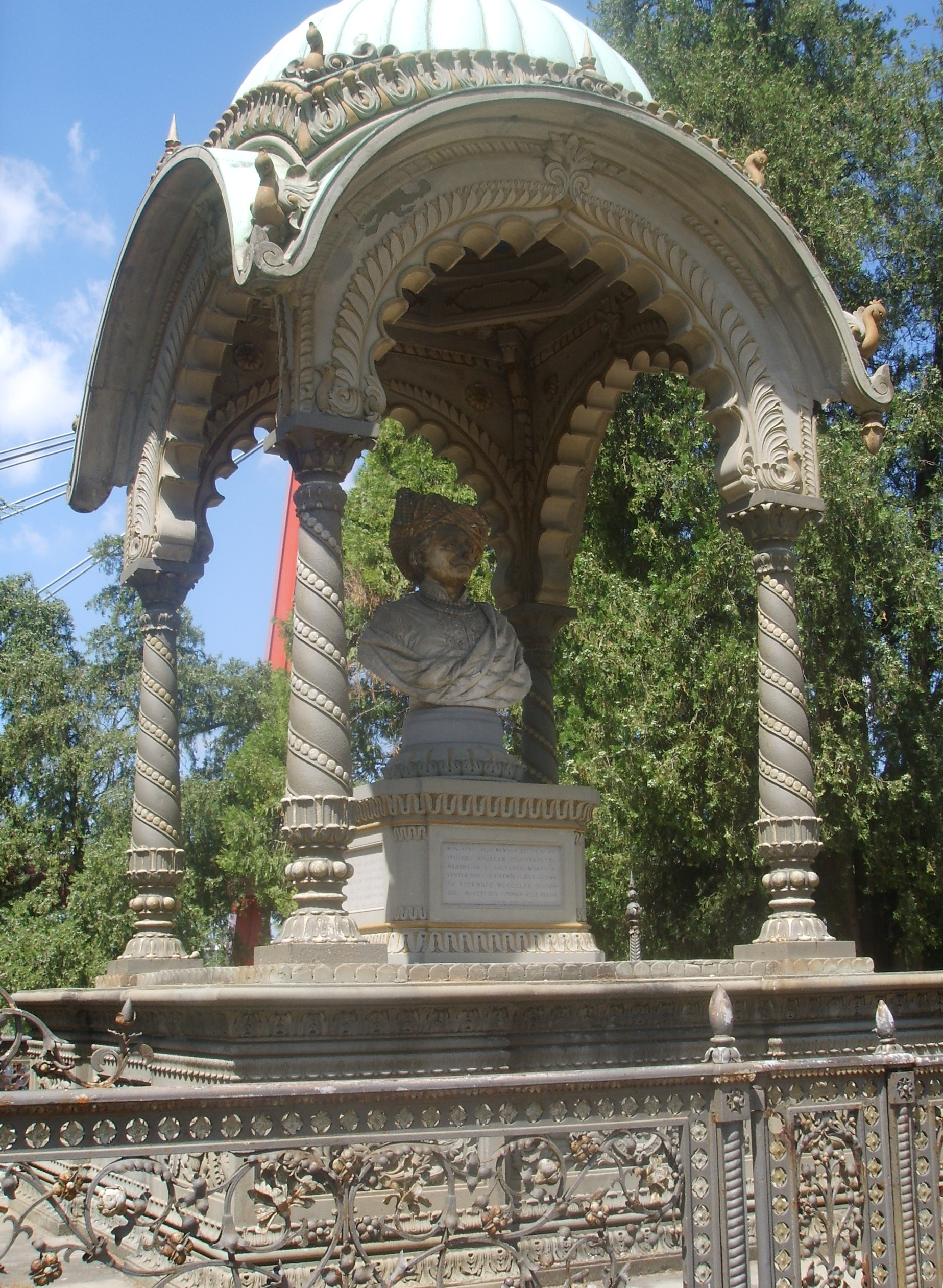
Le monument au  maharadjah de Kolhapur

## Sources
- (it) Cet article est partiellement ou en totalité issu de l’article de Wikipédia en italien intitulé « Ponte all'Indiano » (voir la liste des auteurs).